# وهاس بن أبو الطيب داود بن عبد الرحمن
الشريف وهاس بن أبو الطيب داود بن عبد الرحمن بن أبي الفاتك عبد الله بن داود بن سليمان حاكم وشريف مكة والحجاز تولى أمر مكة في عام 441 هـ الموافق 1048م، يعتبر الشريف وهاس بن أبو الطيب داود بن عبد الرحمن ثالث حكام الأشراف السليمانييون من بني هاشم التي حكمت مكة والحجاز سنة 403 هـ الموافق 1012م واستمر حكمه إلى سنة 1058م.

## نسبه
هو الشريف وهاس بن أبو الطيب داود بن عبد الرحمن بن أبي الفاتك عبد الله بن داود بن سليمان بن عبد الله الرضا بن موسى الجون بن عبد الله المحض بن الحسن المثنى بن الحسن السبط بن أمير المؤمنين علي بن أبي طالب رضي الله عنه.

## إمارته على مكة المكرمة والحجاز
حكم مكة المكرمة والحجاز بعد وفاة عمه الشريف محمد بن عبد الرحمن بن أبي الفاتك عبد الله بن داود بن سليمان حاكم وشريف مكة والحجاز عام 1048 م واستمر حكمه عشر سنوات الا انها متقطعة بسبب الخلافات الكثيرة مع شقيقة الشريف عبدالله والملقب بـ ( ابوعمرين ) وايضاً مع الأشراف الموسويين.

## حدود إمارته
دانت له الحجاز كلها ويدخل في ظل إمارته مكة وجدة والطائف و المدينة وجميع أقطار الحجاز.

## خلافاته مع شقيقة عبد الله بن أبو الطيب داود
اشتد الخلاف بينه وبين شقيقة عبد الله بسبب كيفية إدارة الإمارة وتعيين إبنه الشريف حمزة بن وهاس خلفاً له مما ادى إلى انتزاع الإمارة منه إلى شقيقة الشريف عبد الله الا أن ذلك لم يستمر طويلاً بسبب إستغلال الموسويين لهذا الخلاف مما أدى إلى تنازل الشريف عبد الله عن الإمارة وعودتها إلى شقيقة الشريف وهاس.

## خلافاته مع الأشراف الموسويين
نزع خلاف بين الشريف وهاس و الأشراف السليمانيين بشكل عام مع الأشراف الموسويين بسبب مطالبهم بعودة الإمارة لهم كون أجدادهم كانوا حكاماً للحجاز قبل الأشراف السليمانيين مما أدى إلى سيطرة الشريف محمد بن جعفر أبي هاشم على الإمارة الا ان ذلك لم يستمر طويلا حتى سيطر الشريف وهاس على الإمارة وبسبب هذا الخلاف استغل الأشراف الهواشم هذا النزاع مما ادى ذلك فيما بعد إلى عزل الشريف حمزة بن وهاس وانتزاع الإمارة من قبل الأشراف الهواشم.

## وفاته
توفي الشريف وهاس بن أبو الطيب داود بن عبد الرحمن في مكة حيث وافته المنية رحمه الله في عام 1058م وصُلّي عليه في المسجد الحرام وعمره (65) سنة بعد حروب طويلة والتي استمرت حتى بعد وفاته.

## روابط خارجية
| سبقه الشريف محمد بن عبد الرحمن بن أبي الفاتك | شريف مكة والحجاز | تبعه الشريف حمزة بن وهاس |